# Bársony Rózsi
Bársony Rózsi, eredetileg Sonnenschein Róza (Budapest, 1909. június 5. – Bécs, 1977. március 28.) magyar színésznő.

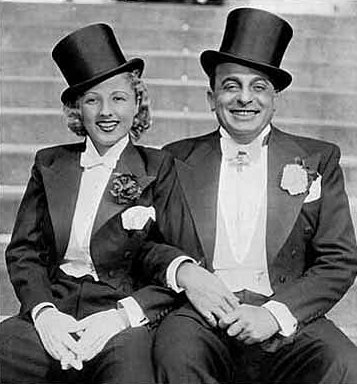
Későbbi férjével, Dénes Oszkárral a „Bál a Savoyban”-ban

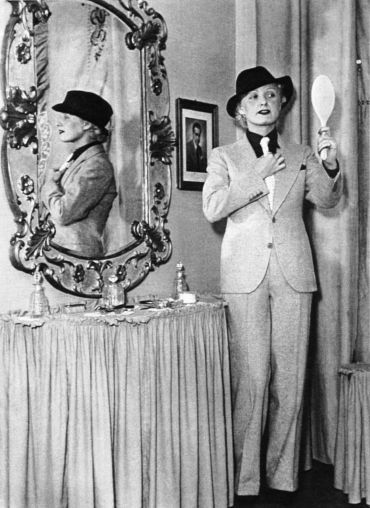
Eisemann Mihály: Én és a kisöcsém (Fővárosi Operettszínház, 1934)

## Életpályája
Pályáját gyermekszínészként kezdte, majd Rákosi Szidi színésziskolájában tanult. 1925-től 1931-ig a Király Színház művésznője volt. Először a kórus tagja lett, majd kisebb-nagyobb szerepeket kapott. 1929-ben fellépett a Magyar Színházban is. Férjével, Dénes Oszkárral 1932-től európai és amerikai körútra indult, melyen a magyar operetteket népszerűsítették. Főként Ábrahám Pál Bál a Savoyban c. művét adták elő. 1934-ben a Fővárosi Operettszínházban, 1935-ben a Magyar Színházban, 1936-ban újból a Fővárosi Operettszínházban, 1936–37-ben a Royal Színházban, 1938-ban az Andrássy úti Színházban játszott. A második világháború idején a zsidótörvények miatt nem szerepelhetett, 1945 után keveset lépett színpadra. 1948-ban Bécsbe települt. Az 1960-as években sűrűn játszott Magyarországon is, főként a televízióban, szabadtéri revükben tűnt fel.

## Főbb szerepei
A Színházi adattárban regisztrált bemutatóinak száma: 2.
- Bözsi (Zerkovitz Béla: Eltörött a hegedűm)
- Icike (Ábrahám Pál: Viktória)
- Zizi (Lajtai Lajos: Az okos mama)
- Stefi (Szirmai Albert: Alexandra)
- Daisy Parker (Ábrahám Pál: Bál a Savoyban)
- Kató (Eisemann Mihály: Én és a kisöcsém)
- Gingi (Ábrahám Pál: 3 : 1 a szerelem javára)

## Filmjei

### Magyar filmek
- Halálos csönd (1918)
- Mária nővér (1929)
- A vén gazember (1932)
- Bál a Savoyban (1934)
- Helyet az öregeknek (1934)
- Halló, Budapest! (1935)
- A harapós férj (1937)
- Viki (1937)
- 3 : 1 a szerelem javára (1937)
- Nem történt semmi... (TV film)

### Német filmek
- Ein Toller Einfall (1932)
- Ein Bißchen Liebe für Dich (1932)
- Walzerkrieg (1933)
- Liebe muß verstanden sein (1933)
- Salto in die Seligkeit / Ein sonntag im sommer in Wien (1934)
- Ende schlecht, alles gut (1934)
- Dschainah, das Mädchen aus dem Tanzhaus (1935)
- Die entführte Braut (1938)
- Scherben bringen Glück (1957)
- Antónia (1965)

## Emlékezete
- Férje, Schustek György megalapította a Bársony Rózsi Emlékgyűrű kitüntető díjat, amelynek díjazottját 1981 óta kétévente, titkos szavazással, később az eddigi díjazott szubrettek titkos szavazásával választanak ki, és adják át a Magyar Operett Napján[9] (2002 ótaː október 24., Kálmán Imre születésnapja).

## További információk

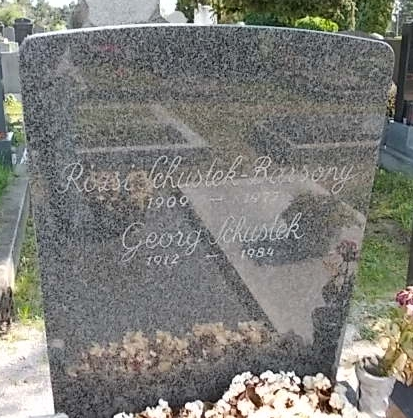
Sírja a bécsi Döblingi temetőben (18-3-12)